# حنشاوات
الحنشاوات (الاسم العلمي: Colubrinae) هي تحت فصيلة من الزواحف تتبع الفصيلة الأحناش من رتبة الحرشفيات.

## أجناس الحنشاوات
- الحنش
- البويقة أو أفعى القطة